# Saccorhytida

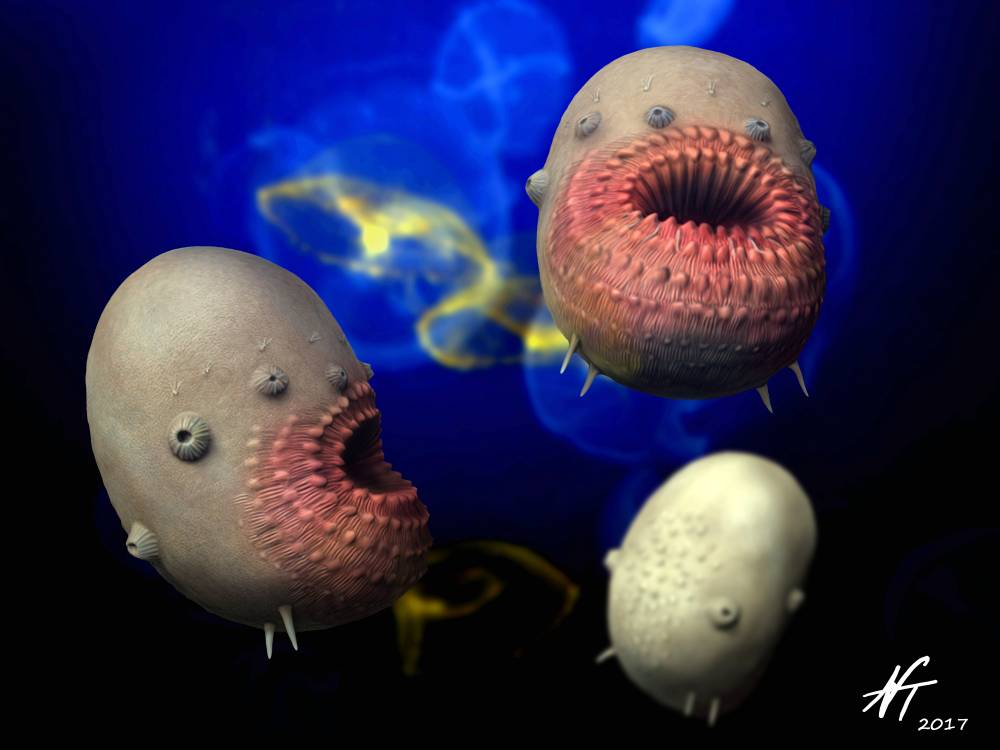
"Phục hồi sự sống" bởi Nobu Tamura

Saccorhytus là một chi động vật đã tuyệt chủng thuộc liên ngành Deuterostomia, chỉ được tìm thấy một loài duy nhất là Saccorhytus coronarius. Sinh tồn cách đây khoảng 540 triệu năm trước trong giai đoạn Fortunian của kỷ Cambri, nó là loài lâu đời nhất được xác định của liên ngành Động vật miệng thứ sinh.
Saccorhytus coronarius chỉ có kích thước khoảng 1 mm (1,3 mm) và được đặc trưng bởi cơ thể hình cầu  hoặc hình bán cầu với miệng nổi rõ.
Hóa thạch của loài này lần đầu tiên được phát hiện tại Hệ tầng Kuanchuanpu thuộc tỉnh Thiểm Tây, Trung Quốc bởi một số nhà khoa học đến từ 3 nước, Vương quốc Anh, Trung Quốc, và Đức được công bố vào tháng 1 năm 2017.

## Phát sinh loài
Có quan hệ gần gũi với ngành Vetulicolia.

|  | Saccorhytus coronarius                                        |
|  |                                                               |
|  | \| \| Vetulocystida \| \| \| \| \| \| Vetulicolia \| \| \| \| |
|  |                                                               |
|  | Vetulocystida                                                 |
|  |                                                               |
|  | Vetulicolia                                                   |
|  |                                                               |

|  | Vetulocystida |
|  |               |
|  | Vetulicolia   |
|  |               |

|  | Saccorhytus coronarius                                        |
|  |                                                               |
|  | \| \| Vetulocystida \| \| \| \| \| \| Vetulicolia \| \| \| \| |
|  |                                                               |
|  | Vetulocystida                                                 |
|  |                                                               |
|  | Vetulicolia                                                   |
|  |                                                               |

|  | Vetulocystida |
|  |               |
|  | Vetulicolia   |
|  |               |

|  | Saccorhytus coronarius                                        |
|  |                                                               |
|  | \| \| Vetulocystida \| \| \| \| \| \| Vetulicolia \| \| \| \| |
|  |                                                               |
|  | Vetulocystida                                                 |
|  |                                                               |
|  | Vetulicolia                                                   |
|  |                                                               |

|  | Vetulocystida |
|  |               |
|  | Vetulicolia   |
|  |               |

|  | Saccorhytus coronarius                                        |
|  |                                                               |
|  | \| \| Vetulocystida \| \| \| \| \| \| Vetulicolia \| \| \| \| |
|  |                                                               |
|  | Vetulocystida                                                 |
|  |                                                               |
|  | Vetulicolia                                                   |
|  |                                                               |

|  | Vetulocystida |
|  |               |
|  | Vetulicolia   |
|  |               |